# Джузеппе Тонані
Джузеппе Тонані (італ. Giuseppe Tonani, 2 жовтня 1890 — 1 жовтня 1971) — італійський важкоатлет.
Олімпійський чемпіон 1924 року в категорії понад 82,5 кг.